# José López Portillo

José López Portillo

José Guillermo Abel López Portillo y Pacheco (16 tháng 6 năm 1920 - 17 tháng 2 năm 2004) là một luật sư México và là một chính trị gia liên kết với Đảng Chế độ Cách mạng (PRI), người từng là Tổng thống thứ 51 của Mêhicô Từ năm 1976 đến năm 1982.

## Tiểu sử
López Portillo sinh ra ở Thành phố México, với cha José López Portillo y Weber (1888-1974), một kỹ sư, sử gia, nhà nghiên cứu, và học giả, và Refugio Pacheco y Villa-Gordoa. Ông là cháu nội của José López Portillo y Rosas, một luật sư, nhà chính trị và một nhà văn. Ông là chắt nội của José María Narváez (1768-1840), một nhà thám hiểm người Tây Ban Nha, người đầu tiên bước vào eo biển Georgia, hiện nay là British Columbia, và người đầu tiên xem khu vực hiện đang chiếm đóng của Vancouver. Ông học luật tại Đại học Tự quản Quốc gia Mexico (UNAM) trước khi bắt đầu sự nghiệp chính trị của mình.